# Kajan
Kajan es una localidad albanesa, constituida desde 2015 como una de las unidades administrativas del municipio de Belsh en el condado de Elbasan. La población de la unidad administrativa es de 3925 habitantes (censo de 2011).
Se ubica unos 5 km al sur de la capital municipal Belsh.
La unidad administrativa contiene las siguientes localidades:
- Çestije
- Dragot
- Dragot-Dumre
- Drizaj
- Gjinuk
- Gjolen
- Kajan
- Lisaj
- Merhoj
- Turbull